# Polzela
Polzela est une commune située dans la région historique de la Basse-Styrie au nord-est de la Slovénie.

## Géographie
La commune est localisée dans la région de la Basse-Styrie sur les berges de la rivière Save.

### Villages
Les localités qui composent la commune sont Andraž nad Polzelo, Breg pri Polzeli, Dobrič, Ločica ob Savinji, Orova vas, Podvin pri Polzeli, Polzela (Heilenstein) et Založe (Novi Klošter ; Neukloster).

## Démographie
Entre 1999 et 2021, la population de la commune a augmenté et dépassé les 6 000 habitants,.
Évolution démographique
| 1999  | 2000  | 2001  | 2002  | 2003  | 2004  | 2005  | 2006  | 2007  |
| ----- | ----- | ----- | ----- | ----- | ----- | ----- | ----- | ----- |
| 5 207 | 5 187 | 5 218 | 5 299 | 5 313 | 5 343 | 5 431 | 5 536 | 5 584 |
| 2008  | 2009  | 2010  | 2011  | 2012  | 2013  | 2014  | 2015  | 2016  |
| 5 654 | 5 872 | 5 923 | 5 966 | 5 959 | 5 995 | 6 060 | 6 084 | 6 135 |
| 2017  | 2018  | 2019  | 2020  | 2021  |       |       |       |       |
| 6 176 | 6 172 | 6 191 | 6 258 | 6 321 |       |       |       |       |

## Histoire

### Les Hospitaliers
Polzela était une commanderie de l'ordre de Saint-Jean de Jérusalem  de la langue d'Allemagne et du grand prieuré de Bohême fondée au début du XIIIe siècle.